# Leola (Wisconsin)
Leola – miasto w Stanach Zjednoczonych, w stanie Wisconsin, w hrabstwie Adams.